# Хориэ, Юи
Юи Хориэ (яп. 堀江由衣 Хориэ Юи) — популярная японская сэйю, J-pop-певица и радиоведущая. Настоящее имя — Ёсико Хориэ (яп. 堀江由子 Хориэ Ёсико), среди поклонников имеет несколько разных прозвищ, самое распространённое среди которых — Хоттян (яп. ほっちゃん). В 2010 году удостоилась премии Seiyu Awards в номинации «Лучшие актрисы второго плана».

## Биография

### Детство
Хориэ Юи родилась 20 сентября 1976 года в районе Кацусика восточной части Токио. Является единственным ребёнком в семье.
В детстве ей очень нравился аниме-сериал Dirty Pair. Уже будучи известной актрисой, она неоднократно признавала тот факт, что именно благодаря этому она заинтересовалась аниме и, позже, профессией сэйю.

Причиной, по которой я стала сэйю, было аниме «Dirty Pair». Это такой научно-фантастический сериал. Я смотрела его и мечтала заниматься тем же, чем и две его героини.
Оригинальный текст (англ.)Well the reason I’ve wanted to become a voice actress is the anime, «Dirty Pair». It’s a sci-fi anime and I just watched it and wanted to do what they did.

### Начало творческой деятельности
В 1995 году Юи Хориэ заканчивает Японский Институт Радиовещания с 11-м, среди выпускников своего курса, результатом и поступает в актёрское агентство Art Vision. В 1996 году на прослушивании, организованном Sony Music Entertaiment, получает приз компании Namco. В 1997 году дебютирует в видеоигре Voice Fantasia. В том же году получает свою первую роль в аниме-сериале Photon: The Idiot Adventures, для которого записывает закрывающую заставку Pinch!, и песни своего персонажа на других изданиях, посвящённых данному аниме.
В 1998 году Юи Хориэ получает главную роль в аниме Kurogane Communication, для которого исполняет и открывающую, и закрывающую заставки. Этот сериал, транслируемый в 7 часов вечера и рассчитанный на детскую аудиторию, не приносит ей большой популярности. Тем не менее, по мотивам сериала было издано два сингла, «My best friend» и «Brand-new Communication», которые, хоть и не включаются в официальную дискографию, но стали первыми дисками артистки, изданными под её именем.

### Карьера популярной певицы
Первым большим успехом для Юи Хориэ стала роль Нару Нарусэгавы в аниме по мотивам манги Кэна Акамацу «Love Hina». Исполнение характерных песен для этого аниме и участие в проходящем на волне его популярности концертном туре «Love Live Hina ~Hinata Girls Ga Tokyo Na~» позволяют записать первый коммерческий альбом, «Mizutamari ni Utsuru Sekai» 2000 на студии King Records компании Starchild. Также во время работы над аниме «Love Hina» происходит встреча со знаменитой певицей и автором песен, Рицуко Окадзаки, которая становится для Юи Хориэ одним из постоянных авторов, как ранее для Мэгуми Хаясибары и Кикуко Иноуэ, и не прекращает писать для неё песни до самой своей смерти в мае 2004 года.
В 2000 году Юи Хориэ и её коллега и подруга Юкари Тамура объединяются в дуэт под названием «Yamato Nadeshiko». Группа записывает два сингла «Mou hitori no watashi» и «Merry Merrily». Годом позже формируется фан-клуб Юи Хориэ под названием «Kuroneko Union». Слово «Kuroneko» («Чёрная Кошка») используется в названии второго альбома певицы, «Kuroneko to Tsuki Kikyu wo Meguru Boken» 2001.
В 2002 году проходит первый концертный тур Юи Хориэ по городам Японии. В том же году она впервые участвует в фестивале «Starchild in Kobe», и начинает выходить её собственная радиопрограмма «Horie Yui no tenshi no tamago».
Следующий, 2003 год был ознаменован выходом третьего альбома, «Sky» 2003, и повторным участием в концерте «STARCHILD DREAM in KOBE», а с 25 мая по 29 июня 2003 года проходит концертный тур «Yamato Nadeshiko».
2004 год стал годом выхода первого DVD Юи Хориэ, коллекции существующих на этот момент видеоклипов «Yui Horie CLIPS 1» и четвёртого альбома, «Rakuen» 2004.
В 2005 артистка ещё раз отвлекается от сольной карьеры и формирует группу «Aice5». В её состав, кроме Юи Хориэ, вошли сэйю Масуми Асано, Акэми Канда, Мадока Кимура и Тиаки Такахаси. Группа девушек работает в жанре традиционной поп-музыки. На концертных выступлениях роли распределяются согласно характерам участниц. С 2005 по 2007 год «Aice5» выпускает 6 синглов, один альбом «Love. Aice5» и 2 концертных DVD, «Aice5 1st Tour 2007 - Love. Aice5 ~Tour Final!!~» и «Aice5 Final Party ~Last Aice5~ in Yokohama Arena».
Параллельно с этим выходит сольный альбом Хориэ «Usotsuki Alice to Kujirago wo Meguru Boken» 2005. В его поддержку проходят два концертных тура, последний из которых издаётся в виде концертного DVD «The Adventure Over Yui Horie».
2006 год положил начало ещё одному успешному проекту Хориэ Юи. Из своих друзей и коллег по Starchild она формирует группу Kurobara Hozonkai, в которую вошли Мицуо Фуруя, Масару Сува, Ёко Конно, Кэйити Кавасида и она сама под псевдонимом Юиэль. По сути, Kurobara Hozonkai представляли собой пародию на популярные в Японии готические рок-группы. От джей-рока присутствовал готический антураж и костюмы, тяжёлая, гитарная музыка, элементом пародии служили энергичные, жизнерадостные песни, девушка в роли солистки
и её, лишённый всякой манерности, задорный вокал. Группа выпустила 3 сингла и один альбом «A Votre Sante!!», в которых Юи Хориэ впервые выступила в новой и необычной для себя роли, автора песен. Она написала музыку ко всем песням группы, за исключением кавер-версий «Hikari» и «Happy Happy Rice Shower». Kurobara Hozonkai приняли участие в летнем аниме-концерте «Animelo 2008 — Challenge», где их выступление было обставлено как неожиданное раскрытие и без того известного всем факта, что солисткой группы является никакая не Юиэль, а Юи Хориэ.
В следующем, 2007 году, Юи Хориэ снова участвует в «STARCHILD FESTIVAL 2007», 14 мая участвует в телепередаче Fuji TV «HEY! HEY! HEY! MUSIC CHAMP», а по мотивам концерта, прошедшего 24 декабря выходит её второй концертный DVD, Horie Yui Kurisumasu Raibu ~Yui Ga Santa Ni Kigaetara~. Год не обходится без неприятностей: после скандала, связанного с именем главы агентства Art Vision Мацуды Сакуми, Юи Хориэ, в числе значительной части работавших в нём актёров, покидает агентство, после чего некоторое время остаётся «свободным художником», а с 11 января 2008-го работает в компании VIMS. После трёхлетнего перерыва выходит её новый сольный альбом, «Darling» 2008.
Летом 2009 появляется в продаже седьмой сольный альбом Юи Хориэ, «Honey Jet!!» 2009, в августе она во второй раз участвует в Animelo 2009 — Re:Bridge, но уже под собственным именем. А, а 19 и 20 ноября 2009, четвёртой из числа японских сэйю, выступает в легендарном концертно-спортивном зале Будокан.
Подарком поклонникам на новогодний праздник, 1 января 2010 года стала вторая подборка видеоклипов певицы, «Yui Horie CLIPS 2» 2010, а 12 мая выходит сформированный из материалов осенних концертов в Будокане концертный DVD, «The Adventure Over Yui Horie II - Budokan de Butokai ~Q&A~» 2010.
2 февраля 2011 года выходит новый сингл Юи Хориэ, «Immoralist», а 6 февраля она исполняет все песни с него на «партизанском» концерте (уличный концерт, место и время проведения которого не объявляется заранее) возле станции Синдзюку . Получасовое выступление собирает около 1000 зрителей.
10-летний юбилей своего фан-клуба «Kuroneko Union» Юи Хориэ решает отметить не просто очередной встречей, а полноценным концертным туром. Три выступления под названием «Kuroneko Shuukai Vol. 10 — 10 th Anniversary ~Kieta Kuroneko~» проходят 16, 17 и 25 февраля 2011 в Осаке, Нагое и Токио соответственно. На последнем из этих концертов артистка объявила, что следующая встреча фан-клуба, «Kuroneko Shuukai Vol. 11» состоится в этом же году, в её день рождения, 20 сентября.

### Сценический образ и песни
Полностью отказываясь в своём образе от характерных для других поп-исполнительниц элементов сексапильности, она не носит открытых платьев и слишком коротких юбок, предпочитая сценические костюмы в виде вариаций на тему классических «детских» платьиц до колен, часто с пышными нижними юбками. Юи Хориэ не экспериментирует со своей внешностью, всегда сохраняя длину и естественный цвет волос, на концертах носит хвостики, бантики, яркие заколки, придерживаясь детского стиля причёски.
Концертные выступления певицы, изданные на DVD, представляют собой сплошное театральное действо со сказочным сюжетом, главной героиней которого является сама Юи Хориэ.
В отличие от характерных песен к аниме, где их тематика определяется, в основном, образом её героини и содержанием сериала, тематика песен сольных альбомов и синглов Юи Хориэ редко выходит за рамки, традиционные для популярных песен. Однако в её репертуаре практически отсутствуют пафосные любовные баллады, большинство песен по характеру — весёлые и жизнерадостные.
Во времена работы в группе Aice5 Юи Хориэ сохраняла свой стиль и индивидуальность. Например, на записи концерта «Aice5 1st Tour 2007 — Love. Aice5 ~Tour Final!!~» во время исполнения танца явно эротического характера под песню «Five Arrows» на сцене оставались только Тиаки Такахаси и Акэми Канда.
Для выступлений и фотосессий группы Kurobara Hozonkai, где певица фигурировала не как Юи Хориэ, а как Юиэль — «лучшая подруга Юи Хориэ», она одевается в готические платья и другие костюмы, более соответствующие стилистике Visual kei.
В одной из сцен на концертном DVD 2010 года, где Юи Хориэ играла не только девочку, освобождающую сказочное королевство, но и её оппонентку, злую королеву Юи XIX. В роли Юи XIX певица призывала «подданных» (зрителей) приветствовать её фразой «Sieg — Yui!», модифицированной из нацистского приветствия «Sieg Heil!».
В клипе на первую закрывающую заставку аниме «Toradora!» «Vanilla Salt» и вторую песню с того же сингла, «I my me» Юи Хориэ предстаёт в образе сразу трёх героинь данного аниме: Тайги, Ами и Минори, используя короткий парик. Это наделало немало шума на форумах поклонников артистки, некоторые из которых ошибочно восприняли это как смену имиджа. Но, поскольку в «Toradora!» Юи Хориэ озвучивала именно Минори Кусиэду, для которой её короткая стрижка имеет определённый смысл, во время работы над аниме Юи Хориэ использовала этот образ ещё несколько раз, и, время от времени, продолжает это делать по сей день для фотографий в буклетах своего фан-клуба и аниме-журналах.

### Карьера сэйю
С 1997 года Юи Хориэ озвучила более 100 ролей в аниме и компьютерных играх. Диапазон сыгранных ею характеров настолько широк и разнообразен, что не позволяет говорить о специализации актрисы на каких-то конкретных их типах. Она сумела успешно сыграть и наивную, чистую душой Тору Хонду из «Корзинки фруктов», и неприступную, но добрую внутри Эри Саватику из School Rumble, и холодную, отстранённую Ясуну Камидзуми из Kasimasi ~Girl Meets Girl~, и демоническую кошку Цубасу из «Историй монстров».
Среди её персонажей было немало курьёзных. В аниме Otome wa boku ni koishiteru Юи Хориэ озвучивала мальчика Мидзухо, который учится в школе для девушек. В аниме Kanamemo ей досталась роль студентки Харуки, которая неравнодушна к двум вещам: выпивке и маленьким девочкам. Текст песни её персонажа, «Love Moe Nomi», проигранной в радиопрограмме Юи Хориэ, в немалой степени шокировал её гостей. В аниме Kämpfer ей пришлось играть необычную двойную роль, обе части которой были персонажами неоднозначными: девушку Аканэ, внешне скромную и стеснительную, но в оговорках обнаруживающую свои, далеко не невинные, стремления и её альтер эго, девицу злобную, считающую стрельбу из пистолета по людям развлечением.
Кроме исполнения главных ролей, Юи Хориэ считается признанным мастером второстепенных и эпизодических. В апреле 2010 на конкурсе Seiyu Awards 2010 года она разделила с Кикуко Иноуэ главный приз за две роли второго плана, Минори Кусиэды из «Торадора!» (2008) и Цубасы Ханэкавы из «Историй монстров» (2009).
За исполнение роли в «Торадора!», вместе с Эри Китамурой, Юи Хориэ получила приглашение на фестиваль Anime Expo 2010 в Лос-Анджелесе, и в июле 2010 года она посетила США.

## Роли в аниме и видеоиграх
- Спрингфилд — Girls’ Frontline 2: Exilium (2025)
- Фарузан — Genshin Impact (2022)
- Ai Hyperion Λ — Honkai Impact 3rd (2022)
- Arashi Spring — Scarlet Nexus (2021)
- Феликс Аргайл — Re:Zero (2016—2021)
- Эксель Уолтерс — «Герой-рационал перестраивает королевство» (2021)
- Ханю — Higurashi no Naku Koro ni Go (2020)
- Рико Идзуёи — Maho Girls PreCure! (2016)
- Юи Хориэ (камео) — Sore ga Seiyuu! (2015)
- Вагон — Железнодорожный отряд Токкюджеры[англ.] (2014—2015)
- Эсс — Puyo Puyo Tetris (2014)
- Рики Наоэ — Little Busters! (2012—2013)
- Анна Кусина — K (2012)
- Непгир — Hyperdimension Neptunia (2011—2017)
- Мирухиорэ Ф. Бисукотти — Dog Days (2011)
- Юки-Онна (Цурара Ойкава и Сэцура) — Nurarihyon no Mago (2010)
- Рода — Tegami Bachi Reverse (2010), Tegami Bachi (2009)
- Цубаса Ханэкава — Bakemonogatari (2009)
- Аканэ Мисима — Kämpfer (2009)
- Харука Нисида — Kanamemo (2009)
- Урин — Umi Monogatari (2009)
- Мария Усиромия — Umineko no naku koro ni (2009)
- Минори Кусиэда — «Торадора!» (2008)
- Юки Кросс (Куран) — «Рыцарь-Вампир» (2008)
- Ханю — Higurashi no naku koro ni Kai (2007)
- Юкихо Хагивара — Idolmaster: Xenoglossia (2007)
- Эри Саватика — School Rumble (2004—2005), School Rumble Ni Gakki (2006)
- Сиеста — Zero no Tsukaima (2006)
- Ёко — Inukami! (2006)
- Ясуна Камиидзуми — Kasimasi ~Girl Meets Girl~ (2006)
- Хитоми — Dead or Alive 4 (2005), Dead or Alive Ultimate (2004), Dead or Alive Xtreme Beach Volleyball (2003), Dead or Alive 3 (2001)
- Мерил — Shining Force Neo (2005)
- Мияко Уэхара — Pani Poni Dash! (2005)
- Макиэ Сасаки — Mahou Sensei Negima (2005)
- Танами Тянохата — Mahoraba ~Heartful Days~ (2005)
- Кисараги Хани — RE: Cutie Honey
- Лилит Забериск — Animamundi (2004)
- Каоруко Итидзё — Futakoi-twin girls- (2004)
- Дзию Нанохана/ Дзюбэй Ягю II — Jubei-chan 2 (2004)
- Котори Сиракава — D.C. ~Da Capo~ (2003), D.C.S.S. ~Da Capo Second Season~ (2005)
- Аю Татэиси — Ultra Maniac TV (2003)
- Маюра Дойдодзи — Matantei Loki Ragnarok (2003)
- Юрико Амэмия — Nanaka 6/17[англ.] (2003)
- Сарара — Bottle Fairy (2003)
- Аю Цукимия — Kanon (2002)
- Силвия Маруяма — Ground Defense Force! Mao-chan (2002)
- Юя Сиина — Samurai Deeper Kyo (2002)
- Микагэ — Prétear (2001)
- Сэлвайс Клейн — Z.O.E ~Zone of the Enders~ (2001)
- Нару Нарусэгава — С любовью, Хина (2000), Love Hina Again (2001)
- Тору Хонда — «Корзинка фруктов» (2001)
- Хироми Фудзимори — Angelic Layer (2001)
- Железная Дева Джин — «Король-шаман» (2001)
- Рокна Хираги — Mon Colle Knights (2001)
- Сакую — Sister Princess (2001)
- Су Харрис — Argento Soma (2000)
- Мишель Кэй — Infinite Ryvius (2000)
- Мицуко Комёдзи — Kikaider (2000)
- Фина — Skies of Arcadia (2000)
- Мульти-HMX12 — To Heart (1999)
- Минт — Trouble Chocolate (1999)
- Галатэа — Bubblegum Crisis Tokyo 2040 (1998)
- Франческа — Akihabara Dennou Gumi (1998)
- Харука — Kurogane Communication (1998)
- Райми — Growlanser III: The Dual Darkness

## Дискография

### Альбомы
- Mizutamari ni Utsuru Sekai (яп. 水たまりに映るセカイ) «Мир, отражённый в лужице» (21.12.2000)
- Kuroneko to Tsuki Kikyu wo Meguru Boken (яп. 黒猫と月気球をめぐる冒険) «Приключения Чёрной кошки на лунном воздушном шаре» (29.11.2001)
- Ho? (яп. ほっ?) «Хо?» (сборник лучших песен персонажей аниме 1997—2002 + 2 новые песни) (26.03.2003)
- Sky (24.07.2003)
- Rakuen (яп. 楽園) «Рай» (28.04.2004)
- Usotsuki Alice to Kujirago wo Meguru Boken (яп. 嘘つきアリスとくじら号をめぐる冒険) «Приключения выдумщицы Алисы на корабле-ките» (23.11.2005)
- Darling (30.01.2008)
- Honey Jet!! (15.07.2009)

#### Aice5
- Love. Aice5 «С любовью, Айс5» (14.02.2007)

#### Kurobara Hozonkai
- A Votre Sante!! «Будьте здоровы!» (28.12.2008)

### Синглы

#### Сольные
- Love Destiny (16.05.2001)
- Kirari Takaramono (яп. キラリ☆宝物) (28.02.2002)
- All my love (24.07.2002)
- Kokoro Harete Yoru mo Akete (яп. 心晴れて 夜も明けて) (4.02.2004)
- Scramble (Horie Yui with UNSCANDAL) (яп. スクランブル) (27.10.2004)
- Hikari (яп. ヒカリ) (24.05.2006)
- Days (2.05.2007)
- Koisuru Tenkizu (яп. 恋する天気図) (17.08.2007)
- Vanilla Salt (яп. バニラソルト) (22.10.2008)
- Silky Heart (28.01.2009)
- YAHHO!! (26.08.2009)
- Immoralist (яп. インモラリスト) (02.02.2011)
- PRESENTER (25.05.2011) (объявлено о выпуске 24 марта)

#### Yamato Nadeshiko
- Mou hitori no watashi (яп. もうひとりの私) (26.04.2000)
- Merry Merrily (21.03.2001)

#### Aice5
- Get Back (11.03.2006)
- Believe My Love / Yuujou monogatari (яп. Believe My Love/友情物語) (24.05.2006)
- Love Power (25.10.2006)
- Brand new day (25.04.2007)
- Letter (29.04.2007)
- Re.MEMBER (5.09.2007)

#### Kurobara Hozonkai
- Tobenai Tenshi (яп. 飛べない天使) (28.12.2006)
- Hanabi (яп. 花火) (28.12.2006)
- Red signal (яп. レッドシグナル) (29.12.2007)

### Альбомы и синглы, содержащие песни персонажей аниме или игр, озвученных Хориэ Юи

#### 1997
- Foton no dorama sono 1 (яп. フォトン「のドラマ その1」) (06.11.1997)
  - Pinch!
  - Konna Kimochi Ga Daisuki

#### 1998
- Hana saki Komachi-Girls (яп. 花咲きKomachi-Girls) (03.04.1998)
  - Good night girls (с Fuchizaki Yuriko и Watanabe Kumiko)
- Kurogane Communication - My best friend (яп. 鉄コミュニケイション My best friend) (18.11.1998)
  - My Best Friend
  - Dear Mama
- Foton no Uta Extra (яп. フォトン「のうた・えくすとら」) (23.12.1998)
  - Nothing more (c Kuroda Yumi)
  - SHUN No Koi O Shiyou

#### 1999
- St. Luminous Jogakuin Image Album - Girls talk (яп. 聖ルミナス女学院（3） イメージアルバム ガールズ・トーク) (27.01.1999)
  - Kokoro no Antena
- Kurogane Communication - Brand-new Communication (яп. 鉄コミュニケイション Brand-new コミュニケイション) (17.03.1999)
  - Brand-new Communication
  - Yubikiri
  - Hanagara No One Piece
- Sen nen oukoku 3 juu shi vaniinaitsu OST -Watashi dake no aresuto- (яп. 千年王国III銃士ヴァニーナイツ オリジナルサウンドトラック「私だけのアレスト」) (27.08.1999)
  - Sora no Youni
- Toukyou majin manabu en tsuki beni den shihen - Yuki gai (яп. 東京魔人學園月紅伝詩編〜雪街) (22.12.1999)
  - We Wish You A Merry Christmas (в составе большой группы сэйю)

#### 2000
- Love Hina Comics Image Album (яп. ラブひな コミックスイメージアルバム) (28.01.2000)
  - Egao No Mirai E
- Gate Keepers - Chikyuu bouei gaiden 2 -Heiwa no uta o mamori nuke!- (яп. ゲートキーパーズ 地球防衛外伝 2「平和の歌を守り抜け!」) (15.03.2000)
  - Chiisana Yakusoku
- Trouble Chocolate 3d album WATCHA! (яп. トラブルチョコレート 3rd.アルバム WATCHA!2) (23.03.2000)
  - MAGICAL PEPPERMINT
- Trouble Chocolate 4th album - Datte onnanoko da mon!- (яп. トラブルチョコレート 4th.アルバム「だって女の子だモン!」) (12.04.2000)
  - Koi no etude
- Character Image Maxi Single I LOVE HINA (яп. ラブひな キャラクターイメージマキシシングル I LOVE HINA) (26.04.2000)
  - Mainichi Ga Otenki
- Roku mon tengai monkorenaito - Ongaku to uta no album -MONDO SIDE- (яп. 六門天外モンコレナイト 音楽と唄のアルバム「MONDO SIDE」) (24.04.2000)
  - Heart Wa Uragaeshi
- Mugen no rivaiasu Character Song Collection (яп. 無限のリヴァイアス キャラクターソングコレクション「あしたから」) (03.05.2000)
  - Jibun No Jiyuu Wa Jibun De Kimero (в составе группы сэйю)
- Love Hina - 3 bu saku Love Hina (1) ~Naru - Shinobu - Mitsune Hen~ (яп. ラブひな3部作 ラブひな(1) 〜なる・しのぶ・みつね編〜) (21.06.2000)
  - Yakusoku
- Yuukyuu gensoukyoku 3 ~Perpetual Blue~ Maxi Single Collection Vol. 6 (яп. 悠久幻想曲3 〜Perpetual Blue〜 マキシシングルコレクション Vol.6 ここで良かったね) (06.11.2000)
  - Koko De Yokatta Ne
- Love Hina - 3 bu saku Love Hina (2) ~Naru - Motoko - Suu Hen~ (яп. ラブひな3部作 ラブひな(2) 〜なる・素子・スゥ編〜) (26.07.2000)
  - Happy Happy — Rice Shower
- Love Hina - 3 bu saku Love Hina (3) ~Naru - Mtsumi - Sara Hen~ (яп. ラブひな3部作 ラブひな(3) 〜なる・むつみ・サラ編〜) (23.08.2000)
  - Lamune-iro No Natsu

## Видеография

### Сборники видеоклипов
- Yui Horie CLIPS 0 〜since’00〜'01〜 (29.07.2002) (VHS)
  - Съёмки клипа «Sakura» (осень 2000)
  - «Sakura» PV
  - Фотопробы к «Love Destiny» (весна 2001)
  - «Love Destiny» PV
  - Фотосессия обложки альбома «Kuroneko to tsukikikyu o meguru boken» (лето 2001)
  - «Kono yubi tomare» PV
  - Специальное интервью с Хориэ Юи
- Yui Horie CLIPS 1 (28.04.2004) (DVD)
  - «Sakura» PV
  - «Love Destiny» PV
  - «Kono yubi tomare» PV
  - «Kirari takaramono» PV
  - «All my love» PV
  - «Oki ni Iri no Jitensha» PV
  - «Kokoro harete Yoru mo akete» PV
  - «Egao no rensa» PV
    - Съёмки клипа «Sakura»
    - Съёмки клипа «Love Destiny»
    - Съёмки клипа «Kirari takaramono»
    - Съёмки клипа «Oki ni Iri no Jitensha»
    - Съёмки клипа «Kokoro harete Yoru mo akete»
    - Фотосессия к альбому «Rakuen»
    - Работа над песенкой «Ohanashi o Kikasete»
    - Подготовка к съёмкам «Egao no rensa»
- Yui Horie CLIPS 2 (1.01.2010) (DVD, Blu-Ray)
  - «Scramble (with UNSCANDAL)» PV
  - «Mushiroom March» PV
  - «Hikari» PV
  - «Days» PV
  - «Koisuru Tenkizu» PV
  - «Zutto» PV
  - «Vanilla Salt» PV
  - «I my me» PV
  - «Silky heart» PV
  - «Love countdown» PV
  - «JET!!» PV
  - «YAHHO!!» PV
    - Съёмки клипов
    - TV spot
    - HAPPY SNOW（Non telop ver.）
    - Если подождать 60 секунд до появления в меню розового сердечка и кликнуть на него, можно увидеть, как Юи танцует под песенку «Baby I love you»
    - Если после этого подождать ещё 180 секунд до появления в меню синего яблока, то, кликнув на него, можно увидеть клип группы Kurobara Hozonkai «Blue Heaven»

### Отдельные видеоклипы

#### Aice5
- на DVD к синглу Love Power были изданы:
  - «Love Power» PV
  - Съёмки клипа «Love Power»

#### Kurobara Hozonkai
- BLUE HEAVEN (17.08.2007) (DVD)
  - «BLUE HEAVEN» PV
  - Съёмки клипа «BLUE HEAVEN»

### Концертные видео

#### Сольные
- The Adventure Over Yui Horie (яп. 堀江由衣をめぐる冒険 TOUR FINAL 〜Second Tour 2006〜) (26.07.2006) (DVD)
  - Hajimari no uta (яп. はじまりの唄)
  - Puzzle
  - Nijiiro search (яп. 虹色☆サーチ)
  - Baby,I love you!
  - A Girl in love
  - Aoi mori (яп. 蒼い森)
  - Sekaijuu no ai o kotoba ni shite (Bear Ver.) (яп. 世界中の愛を言葉にして(くまVer))
  - Sekaijuu no ai o kotoba ni shite (яп. 世界中の愛を言葉にして)
  - Mitsumeraretara (яп. 見つめられたら)
  - On my way
  - Kujira kousen (яп. くじら光線)
  - My best friend
  - Romantic Fright
  - Scrunble (яп. スクランブル)
  - Shiny-merry-go-round
  - Love Destiny
  - Will
  - I wish
  - Mushiroom March (яп. マッシュルームマーチ)
  - LET’S GO
  - Egao no rensa (яп. 笑顔の連鎖)
  - Puzzle
  - Go Go Golden days (Encore)
  - Happy happy rice shower (Encore)
    - Offshot Making at Nagoya
    - Offshot Making at Osaka
    - Offshot Making at Tokyo
    - MC digest
    - Special interview
- Horie Yui Kurisumasu Raibu ~Yui Ga Santa Ni Kigaetara~ (яп. 堀江由衣 クリスマスライブ 〜由衣がサンタに着がえたら〜) (4.06.2008) (DVD)
- The Adventure Over Yui Horie II - Budokan de Butokai ~Q&A~ (яп. 堀江由衣をめぐる冒険II 武道館で舞踏会 〜Q&A〜) (12.05.2010) (DVD, Blu-ray)

#### Aice5
- Aice5 1st Tour 2007 - Love. Aice5 ~Tour Final!!~ (яп. Aice5 1st Tour 2007 "Love Aice5" 〜Tour Final!!〜) (22.08.2007) (DVD)
- Aice5 Final Party ~Last Aice5~ in Yokohama Arena (яп. Aice5 Final Party LAST Aice5 in 横浜アリーナ) (14.02.2008) (DVD)